# Голдман, Мэтт
Мэтт Голдман (англ. Matt Goldman; род. 30 декабря 1969, Спартанберг, Южная Каролина) — американский музыкальный продюсер, звукорежиссёр, микшер и автор песен работающий в городе Атланта, штат Джорджия.

## Биография
Мэтт Голдман родился в Спартанберге, что в штате Южная Каролина 30 декабря 1969 года. По профессии Мэтт барабанщик. В настоящее время Мэтт заниматься в своей домашней студии звукозаписи Glow in the Dark в городе Атланта, штат Джорджия. Последняя итерация Glow in the Dark Studio размещена в бывшем месте известной студии Cheshire Sound, первого двойного 24-дорожечного объекта на юго-востоке.
Мэтт работал с такими известными исполнителями/группами, как: Underoath, Copeland, The Chariot, As Cities Burn, Mychildren Mybride, Vanna, Cartel, Meg & Dia, Oceana.

## Дискография
- Casting Crowns — Casting Crowns (2003)
- The Chariot — Everything Is Alive, Everything Is Breathing, Nothing Is Dead, and Nothing Is Bleeding (2004)
- As Cities Burn — Son, I Loved You at Your Darkest (2005)
- The Love Affair — Sonnet to Sleep, Sonnet to Sleep EP (2005)
- The Chariot — Unsung EP (2005)
- Anathallo — Floating World (2006)
- Underoath — Define the Great Line (2006)
- Four Letter Lie — What a Terrible Thing to Say (2007)
- Meg & Dia — Mighty R-E-A-L (2007)
- The Chariot — The Fiancée (2007)
- Underoath — Lost in the Sound of Separation (2008)
- Four Letter Lie — A New Day (2009)
- The Chariot — Wars and Rumors of Wars (2009)
- Eagle Scout — New Hands (2010)
- Underoath — Ø (Disambiguation) (2010)
- Oceana — Clean Head (2010)
- The Chariot — Long Live (2010)
- Becoming the Archetype — Celestial Completion (2011)
- Vanna — And They Came Baring Bones (2011)
- Dinner and a Suit — Since Our Departure (2011)
- The Chariot — One Wing (2012)
- Thera — From the North EP (2012)
- The Devil Wears Prada — 8:18 (2013)
- My Epic — Behold (2013)
- '68 — Midnight (2013)
- Anberlin — Lowborn (2014)
- '68 — In Humor and Sadness (2014)
- Haste the Day — Coward (2015)[2]
- John Coffey — The Great News (2015)
- Belle Haven — Everything Ablaze (2015)
- Foreveratlast — Ghosts Again (2015)
- Sherwood — Some Things Never Leave You (2016)
- SayWeCanFly — Blessed Ar Those (2016)
- Tigerwine — Die with Your Tongue Out (2017)
- '68 — Two Parts Viper (2017)